# Pselaphaulax caeruleus
Pselaphaulax caeruleus Owens, Leschen & Carlton, 2019 è un coleottero appartenente alla famiglia Staphylinidae.

## Etimologia
Il nome della specie deriva dalla parola latina caeruleus, che significa blu, per commemorare Old Blue, l'ultimo pettirosso adulto femmina rimasto sulle isole Chatham nel 1980. Tutti i pettirossi oggi viventi sull'isola sono discendenti di questo esemplare che detiene anche il record di longevità (14 anni) per questa specie.

## Distribuzione
Gli esemplari di questa specie finora rinvenuti appartengono a due ricognizioni effettuate nella valle Awatotara dell'isola Chatham, al largo delle coste orientali della Nuova Zelanda
Ricerche piuttosto estese nelle collezioni dei musei di altri esemplari di questa specie non hanno avuto esito, portando a ritenere che P. caeruleus sia endemico delle isole Chatham.

## Caratteristiche
Esteriormente la presenza di due chiazze di setole fini sull'apice ispessito del secondo ventrite distingue questa specie di Pselaphaulax dalle altre due note delle isole Chatham. Unica è anche la forma dell'edeago, con il lobo mediano ricurvo a destra.

## Tassonomia
Al 2021 non sono note sottospecie e dal 2019 non sono stati esaminati nuovi esemplari.